# Schijnsnoerhalskevers
De schijnsnoerhalskevers (Aderidae) zijn een familie van de kevers (Coleoptera). De familie bestaat uit ongeveer 1000 soorten, verdeeld over 48 geslachten. De meeste soorten zijn tropisch, maar de verspreiding van de familie is wereldwijd. Uit Nederland zijn drie soorten bekend: Aderus populneus, Anidorus nigrinus en Vanonus brevicornis.
Net als bij de Snoerhalskevers versmalt de kop net voor het halsschild. Hierdoor lijken de achterkant van de kop en het halsschild samen een nek te vormen. De ogen zijn behaard. De eerste twee sternieten zijn aan elkaar gehecht; slechts bij enkele groepen is een aanhechting te zien. De afmetingen zijn 1-4 mm.
De imago's zijn voornamelijk te vinden aan de onderkant van bladeren van struiken en bomen. De larven leven in rottend hout, bladafval en nesten van andere insecten.
Synoniemen voor de familienaam zijn:
- Xylophilidae Shuckard, 1840
- Euglenesidae of Euglenidae Seidlitz, 1875
- Hylophilidae Pic, 1900

## Genera
- Aderus
- Agacinosia
- Agenjosia
- Anidorus
- Ariotus
- Axylophilus
- Beltranosia
- Candidosia
- Carinatophilus
- Cnopus
- Cobososia
- Dusmetosia
- Elonus
- Emelinus
- Escalerosia
- Euglenes
- Ganascus
- Gonzalosia
- Gymnoganascus
- Hintonosia
- Megaxenus
- Menorosia
- Mixaderus
- Otolelus
- Phytobaenus
- Pseudananca
- Pseudanidorus
- Pseudariotus
- Pseudolotelus
- Saegerosia
- Scraptogetus
- Syzeton
- Syzetonellus
- Syzetoninus
- Tokiophilus
- Vanonus
- Xylophilus
- Zarcosia
- Zonantes

## In Nederland waargenomen soorten
- Genus: Aderus
  - Aderus populneus
- Genus: Anidorus
  - Anidorus nigrinus
- Genus: Euglenes
  - Euglenes oculatus
- Genus: Vanonus
  - Vanonus brevicornis

## Afbeeldingen

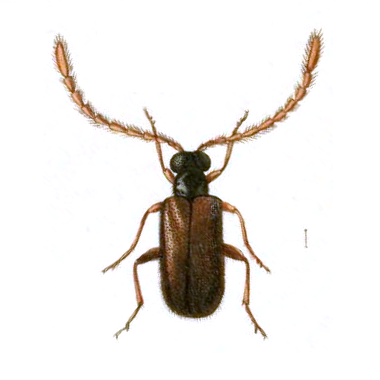
Euglenes oculatus
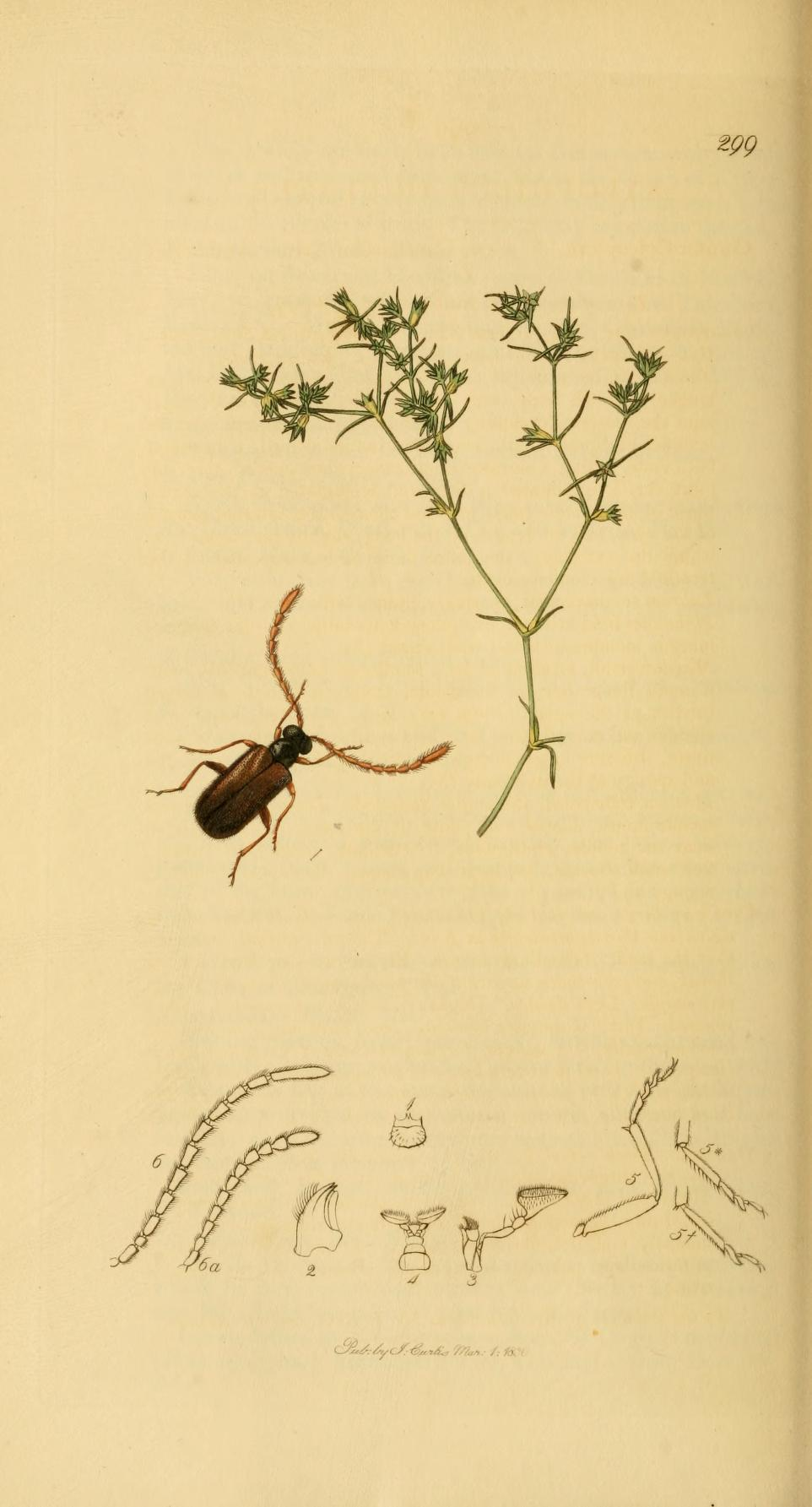
Euglenes oculatus
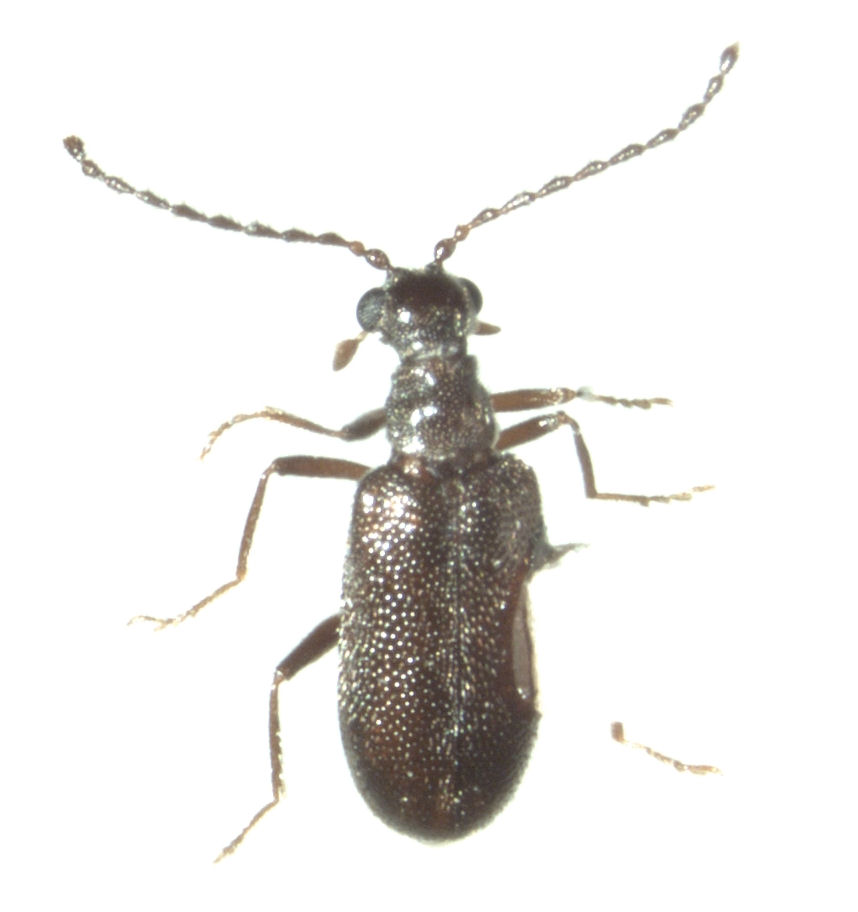
Scraptogetus cf. anthracinus
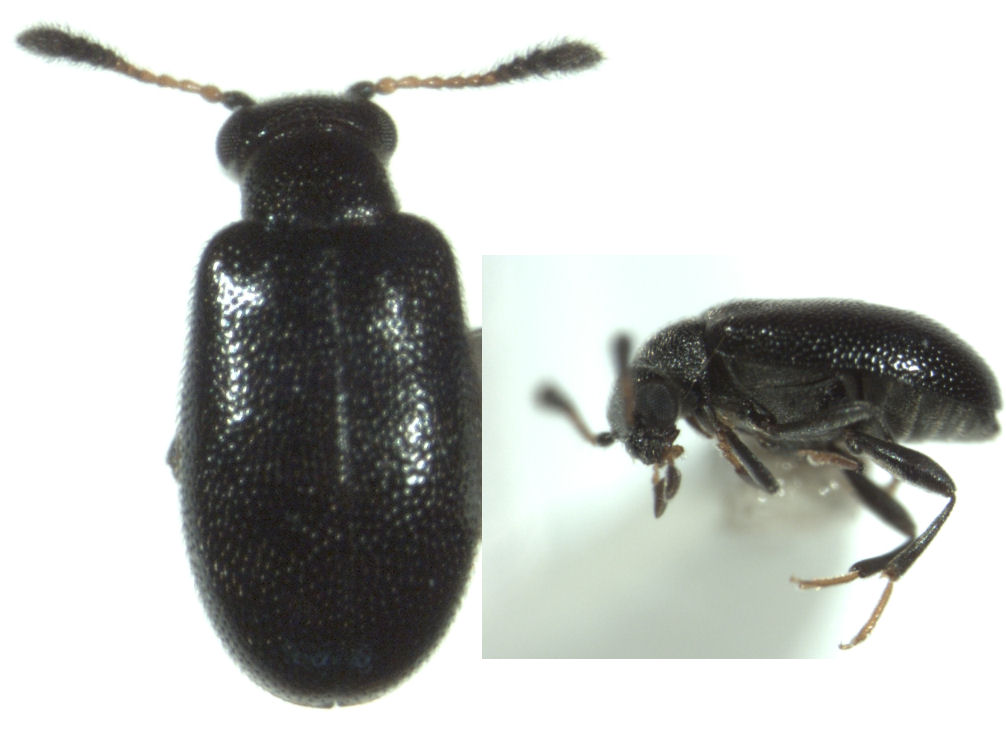
Xylophilus antennalis
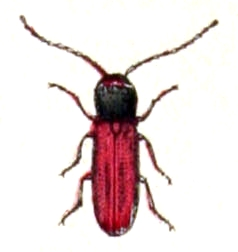
Xylophilus corticalis
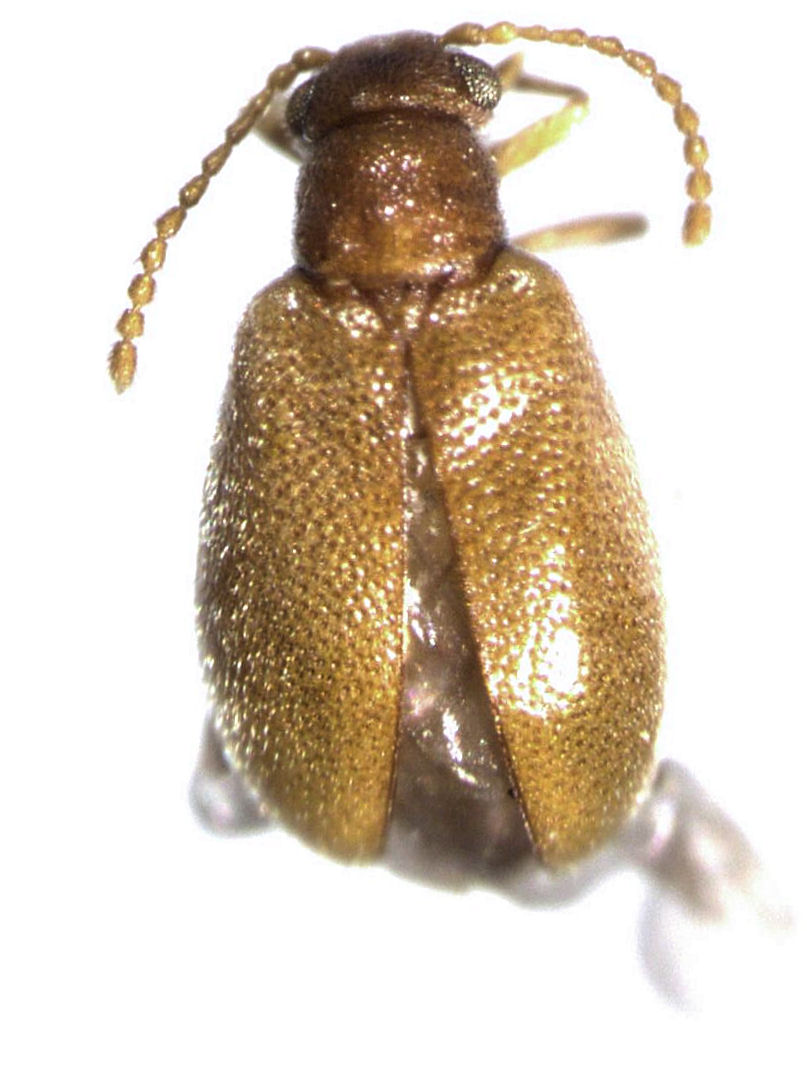
een Xylophilus-soort, vrouwtje
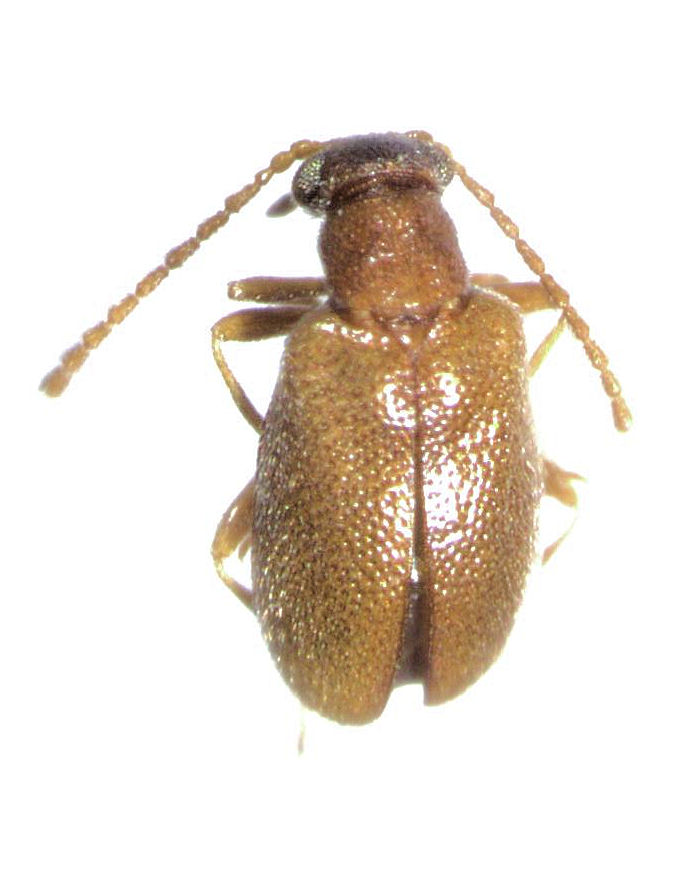
een Xylophilus-soort, mannetje